# Periphoba aurata
Periphoba aurata is een vlinder uit de familie nachtpauwogen (Saturniidae). De wetenschappelijke naam van de soort is voor het eerst geldig gepubliceerd in 1994 door Claude Lemaire.